# That '90s Show
That '90s Show è una serie televisiva statunitense pubblicata il 19 gennaio 2023 su Netflix. È un sequel della serie televisiva That '70s Show.

## Trama

### Prima stagione
Sequel della serie That '70s Show, narra la storia di Leia Forman, figlia di Eric Forman e Donna Pinciotti, la quale farà amicizia, nell'estate del 1995, con un gruppo di ragazzi nel Wisconsin. Nel suo gruppo di amici incontrerà Jay Kelso, del quale si innamorerà venendo ricambiata, ma la possibilità della relazione viene spesso messa in dubbio da Gwen e Ozzie, che sostengono che il ragazzo sia uno sciupafemmine ed userebbe solo la ragazza, non aiutando a creare una relazione seria, mentre Nikki e Nate aiuteranno il ragazzo a far colpo su Leia, che nel frattempo viene spinta da Gwen e Ozzie a farsi desiderare. 
I due riusciranno a mettersi insieme, nonostante durante un rave party, Leia confessi le sue emozioni a Jay, che però la illuderà, in quanto la ragazza gliel'ha detto in un momento in cui era seria; ma quando Leia dovrà partire per tornare a casa sua, i due si lasceranno perché secondo Jay le relazioni a distanza non funzionano mai. Intanto nel pomeriggio, tra Leia e Nate quasi scapperà un bacio, venendo scoperti però da Gwen, e così durante il ritorno la ragazza lascerà dei dubbi a Nate riguardo alla sua relazione con Nikki.

## Episodi
| Stagione         | Episodi | Episodi | Pubblicazione USA | Pubblicazione Italia |
| ---------------- | ------- | ------- | ----------------- | -------------------- |
| Prima stagione   | 10      | 10      | 2023              | 2023                 |
| Seconda stagione | 16      | 8       | 2024              | 2024                 |
| Seconda stagione | 16      | 8       | 2024              | 2024                 |

## Produzione
Nell'ottobre del 2021, Netflix ha annunciato lo spin-off della serie That '70s Show, con Kurtwood Smith e Debra Jo Rupp nuovamente nei panni di Red e Kitty Forman.
La serie è stata registrata davanti ad un pubblico a Los Angeles a partire dal 7 febbraio 2022. Le riprese si sono concluse il 21 luglio dello stesso anno.
Nel febbraio del 2022, Callie Haverda, Ashley Aufderheide, Mace Coronel, Maxwell Acee Donovan, Reyn Doi e Sam Morelos si sono uniti al cast principale. Inoltre è stato annunciato che Topher Grace, Laura Prepon, Mila Kunis, Ashton Kutcher e Wilmer Valderrama avrebbero preso parte alla serie come guest-stars.
Il 3 febbraio 2023 Netflix ha rinnovato la serie per una seconda stagione composta da 16 episodi pubblicati in 2 blocchi: 27 giugno e 22 agosto 2024.
Il 4 ottobre 2024 la serie viene cancellata.

## Distribuzione
La serie è stata resa disponibile per lo streaming in tutto il mondo su Netflix il 19 gennaio 2023.